# Алгебра Клини
Алгебра Клини  — специальная алгебраическая структура, введённая Стивеном Клини как обобщение алгебры регулярных выражений; широко используется в теоретической информатике.
Определяется как алгебра {\displaystyle {\mathcal {K}}} сигнатуры {\displaystyle \langle 0,1,+,\cdot ,{}^{*}\rangle }, являющаяся (некоммутативным) идемпотентным полукольцом (с единицей), то есть, удовлетворяющая аксиомам:
- {\displaystyle a+(b+c)=(a+b)+c} (ассоциативность сложения),
- {\displaystyle a+b=b+a} (коммутативность сложения),
- {\displaystyle a+0=a},
- {\displaystyle a+a=a} (идемпотентность сложения),
- {\displaystyle a(bc)=(ab)c} (ассоциативность умножения),
- {\displaystyle a1=1a=a},
- {\displaystyle a0=0a=0},
- {\displaystyle a(b+c)=ab+ac}, (левая дистрибутивность),
- {\displaystyle (a+b)c=ac+bc}, (правая дистрибутивность),

для которой справедливы также четыре новых аксиомы:
- {\displaystyle 1+aa^{*}\leqslant a^{*}},
- {\displaystyle 1+a^{*}a\leqslant a^{*}},
- {\displaystyle (ab\leqslant b)\to (a^{*}b\leqslant b)},
- {\displaystyle (ab\leqslant a)\to (ab^{*}\leqslant a)},

где частичный порядок {\displaystyle \leqslant } задан эквивалентностью {\displaystyle a\leqslant b\Leftrightarrow a+b=b}. Операция «*» называется итерацией или звездой Клини (англ. Kleene star).
Алгебра регулярных выражений — стандартный пример алгебры Клини: со множествами строк (над некоторым фиксированным алфавитом) {\displaystyle {\mathcal {K}}} в качестве элементов, 0 — пустое множество, 1 — множество, состоящее из одного пустого символа, сложение интерпретируется как теоретико-множественное объединение, умножение задаётся формулой {\displaystyle ab=\{\operatorname {cat} (x,y)|x\in a,y\in b\}}, где {\displaystyle \operatorname {cat} } — операция конкатенации строк. Итерация {\displaystyle a^{*}} задаётся как объединение всех множеств {\displaystyle a^{i}=\underbrace {a\cdot \ldots \cdot a} _{i}}.